# Prodotti della Polistil
Questo è una lista parziale dei modellini commercializzati da parte di Polistil.
Gli anni indicati tra parentesi sono gli anni di produzione della macchina e non quelli di distribuzione del modellino.

## Modellini di automobili

### APS Politoys in Plastica (scala 1:41 1:43 1:45)
Questa è la prima serie prodotta da APS Politoys negli anni 60 con materiali plastici. Vengono riportati anche i modelli della seguente serie in fibra di vetro (Glass) visto che la numerazione è in comune.
Mezzi militari:
- N°1 Autoblindo Panhard
- N°2 Mortaio ABS 155mm
- N°3 Carro Armato AMX
- N°4 Camion Bedford
- N°5 Alvis Saladin
- N°6 Trattore e cannone
- N°7 Camion cingolato

- N°8 Ambulanza Bedford
- N°9 Jeep Hotchkiss
- N°10 Autoblindo Ferret
- N°11 Land Rover con missile
- N°12 Porta carro armato
- N°13 Camion GMC radar
- N°14 Camion GMC faro

- N°15 Camion GMC mitragliatrice
- N°16 Camion GMC L.razzi
- N°17 Autoblindo M20
- N°18 Anfibio GMC - DUKW
- N°19 Martin Matador

Altre auto:
- N°26 Fiat Berlina 1800
- N°27 Alfa Romeo Giulietta Spider
- N°28 Alfa Romeo Giulietta Sprint
- N°29 Fiat 1100 Lusso Berlina
- N°30 Alfa Romeo Dauphine
- N°31 Citroen DS19
- N°32 Alfa Romeo Giulietta T.I.
- N°33 Lancia Flaminia
- N°34 Innocenti Austin A40
- N°35 Ford Anglia
- N°36 OPEL Kapitan
- N°37 Mercedes Benz 220
- N°38 Lancia Flavia
- N°39 Alfa Romeo 2000 berlina
- N°40 FIAT 1300 berlina
- N°41 Alfa Romeo 2000 spider
- N°42 Motoscafo Chieftain
- N°43 FIAT 615 autobus
- N°44 Roulotte
- N°45 Lancia Flaminia coupé
- N°46 Volkswagen 1500
- N°47 FIAT 2300 Coupé
- N°48 Alfa Romeo Giulietta Polizia
- N°49 Pontiac Parisienne
- N°50 Oldsmobile F85
- N°51 Cooper Norton F3
- N°52 Maserati 250F Formula 1
- N°53 Vanwall Formula1
- N°54 Porsche 550 RS
- N°55 Jaguar D Type
- N°56 Cooper 1500 F2
- N°57 Ferrari 156 Formula 1
- N°58 B.R.M. Formula 1
- N°59 Porsche F2
- N°60 Lola Formula 1
- N°61 Lotus Formula 1
- N°62 A.T.S. Formula 1

- N°63 HAS Formula 1
- N°64 Brabham Formula 1
- N°65 Trattore Fordson
- N°66 Ford Taunus 17M
- N°67 Alfa Romeo Giulietta SS con portiere
- N°68 FIAT 1300 Familiare
- N°69 Cadillac Special S.
- N°70 Citroen ID19 Break
- N°71 Alfa Romeo Giulia TI
- N°72 Lancia Fulvia berlina
- N°73 Alfa R. 2600 Sprint
- N°74 Ferrari 250 GT 2+2
- N°75 FIAT 600 D
- N°76 Fiat 500 (mai prodotta)
- N°77 A. Bianchina panorama
- N°78 Ford Cortina
- N°79 Opel Kadett Coupé (vedi serie Glass)
- N°80 Alfa Rodff Giulia GT1300 J (vedi serie Glass)
- N°81 FIAT 850 berlina
- N°82 FIAT SIATA 1500TS
- N°83 Alfa Rodff 2600 Pantera
- N°84 Volkswagen 1200 (vedi serie Glass)
- N°85 Ferrari 250 GT 2+2 (vedi serie Glass)
- N°86 Innocenti Morris IM3 (vedi serie Glass)
- N°87 Lancia Flaminia Zagato
- N°88 Fiat 500 giardiniera (mai prodotta)
- N°89 Jaguar E Type (vedi serie Glass)
- N°90 Mercedes Benz 230SL (vedi serie Glass)
- N°100 Fiat modello 4 1911
- N°101 Fiat 1899
- N°102 Alfa Romeo 60 CV 1911

- N°103 Peugeot modello 1896
- N°104 Italia Palombella 35/45 HP 1909
- N°105 Isotta Fraschini Modello 1909
- N°106 Fiat Balilla 508 1932
- N°107 Lancia Modello 51 1908
- N°108 Gobron Brillee 1899
- N°109 Fiat Reale 525 S 1929
- N°110 Fiat 501 Sport 1919
- N°111 Ford Model T 1919
- N°112 Isotta Fraschini 1902
- N°113 Bentley 4,5 L 1928
- N°114 Berliet Limousine 1910
- N°115 Lancia Lambda 1922
- N°119 Maserati Frua (vedi serie Glass)
- N°120 Jaguar Rita Pavone (vedi serie Glass)
- N°121 Mercedes Benz 230SL
- N°122 Maserati Mistral
- N°123 Porsche 912
- N°124 Iso Rivolta Coupé
- N°125 Fiat 850 Coupé
- N°126 Lancia Fulvia Coupé
- N°127 Fiat 124 berlina
- N°128 Alfa Romeo Giulia TZ
- N°129 Ferrari 250
- N°130 Fiat 1500 GT Ghia
- N°131 Lola GT
- N°132 Ferrari Dino Pininfarina
- N°200 B.R.M. Formula 1
- N°201 De Sanctis Formula 3
- N°202 Cooper Formula 1
- N°203 Honda Formula 1
- N°204 Ferrari Formula 1

Mezzi da lavoro:
- N°221 FIAT 682 T2 bisarca vuoto
- N°222 FIAT 682 T2 bisarca + auto
- N°223 FIAT 682T2 scoperto
- N°224 Scavatore Hatra
- N°225 FIAT 682T2 telonato

- N°226 FIAT 682T2 porta ruspe vuoto
- N°227 FIAT 682T2 + ruspe (N°226 e N°228)
- N°228 Scavatore Liebherr
- N°229 Alfa Romeo 2° Polizia
- N°300 Alfa Romeo 2° Ambul.

- N°301 Alfa Romeo 2° Furgone
- N°302 Alfa Romeo 2° aperto
- N°303 Alfa Romeo 2° soccorso
- N°304 Autobotte FIAT 682 T2 Agip
- N°306 Lancia Esadelta (vedi serie Glass)

### Politoys Glass (scala 1:41)
Serie venduta tra il 1965 ed il 1967. Non sono ancora modelli in metallo (in metallo solo la parte inferiore), ma in fibra di vetro. Precedentemente venivano realizzati solo modellini in plastica di minor qualità.
La più ricercata dai collezionisti (più di 500 euro) è la Jaguar E di Rita Pavone: identica alla sua Jaguar rosa con un adesivo che la ritrae. 
- N°79 Opel Kadett Coupé
- N°80 Alfa Romeo Giulia GT 1300 Jr.
- N°84 Volkswagen 1200

- N°85 Ferrari 250 GT Berlinetta
- N°86 Innocenti Morris IM3
- N°89 Jaguar E Type Tettucio rigido

- N°90 Mercedes Benz 230SL Tettucio rigido
- N°119 Maserati 3.5 Mistral
- N°120 Jaguar E-Type "Rita Pavone". Tettuccio rigido
- N°306 Camion Lancia Esadelta B. Solo il cassone è in metallo

### Politoys Serie M 5?? (scala 1:43)
Serie commercializzata a partire dal 1965; è la prima serie realizzata in metallo. Alla fine degli anni 1960 la serie M si espanse fino a contenere 37 modelli.
- 500 Alfa Romeo Giulia Sprint GT (1965)
- 501 Maserati 3500 GT Coupé (1957-1964)
- 502 Siata Coupe Fiat 1500
- 503 Mercedes-Benz 230 SL lO
- 504 Ferrari 250 GT Berlinetta
- 505 Autobianchi Bianchina Panoramica
- 506 Alfa Romeo Giulia SS
- 507 Ford Cortina
- 508 Innocenti Morris IM 3 (1964-1974)
- 509 Lancia Flavia Zagato 1800
- 510 Opel Kadett Coupe
- 511 Fiat 600
- 512 Fiat 500 Giardinetta
- 513 Fiat 850 (1964-1971)
- 514 Alfa Romeo 2600 Coupe GT
- 515 ISO Rivolta Coupe GT
- 516 Alfa Romeo Giulia Zagato
- 517 Fiat 850 Coupé (1965-)

- 518 Rolls Royce Silver Cloud "Slant Eye"
- 519 Ford Taunus 20 M.T.S.
- 520 Lancia Fulvia Coupe
- 521 Opel Diplomat 8V
- 522 Autobianchi Primula
- 523 Alfa Romeo Giulia TI Super
- 524 Simca 1500 (1963-1966)
- 525 Ferrari 250 Le Mans Pininfarina
- 526 Fiat 1100 berlina D (1962-1969)
- 527 Porsche 912
- 528 Fiat 1500 GT Ghia
- 529 Alfa Romeo Giulia 1600 Canguro
- 530 Alfa Romeo 2600 Zagato
- 531 Alfa Romeo Giulia "Gazella"
- 532 Alfa Romeo GS Zagato
- 533 OSI 1200 S Coupe
- 534 Ford Lola GT
- 535 Porsche 904 (1963-1964)
- 536 Dino Pininfarina (1965-1966)

- 537 Alfa Romeo 2600 Pantera (1962-1969)
- 538 Volkswagen 1600 TL (1966-1973)
- 539 Lamborghini 350 GT+
- 540 Ferrari 275 GTB
- 541 Maserati Quattro Porte
- 543 Autobianchi Primula Coupé (1964)
- 546 BMW 2000 CS
- 549 Ford Mustang 2+2 Bertone
- 552 Lamborghini Miura
- 554 La 313 di Paperino
- 558 Lamborghini Islero
- 559 L'auto di Paperon de Paperoni
- 587 Lamborghini Espada
- 593 Rolls Royce Corniche
- 595 Matra 630 Sport
- 598 Alpine Renault 3L
- 599 Fiat 595 Abarth
- 600 L'automobile di Topolino
- 602 Dragster Drago

### Politoys Serie Export (Scala 1:43)
Questa serie è composta da 33 modelli prodotti nel 1968 e 1969. Era una serie più economica rispetto alla serie M grazie al minor numero di componenti apribili (uno o due).
- N°542 Volkswagen 1600 Familcar
- N°543 NSU Typ 110
- N°544 Ghia Isuzu 117 S.
- N°545 Citroen DS 21
- N°548 Autobianchi Primula Coupé
- N°550 Ghia V-280
- N°551 Chevrolet Corvair Bertone
- N°553 Iso Grifo
- N°555 Fiat 124 Spyder
- N°556 Chevrolet Corvette
- N°557 Lamborghini 4000

- N°560 Chaparral 2F
- N°561 Aston Martin DBS
- N°562 Ferrari 330 G.T.C. Pininfarina
- N°563 Lotus Europa
- N°564 Panther Bertone
- N°565 Lola Aston Martin
- N°566 Ferrari P5 Pininfarina
- N°567 Oldsmobile Toronado
- N°568 Lamborghini Marzal Bertone
- N°571 Matra Sport
- N°573 Jensen Vignale

- N°574 Ferrari P4
- N°577 Alfa Romeo Giulia 1600
- N°578 Fiat 125
- N°579 Renault 16
- N°580 Bre-Samurai
- N°583 Alfa Romeo 33
- N°586 Ford G.T.J.
- N°588 Jaguar Pirana Bertone
- N°589 Ferrari Dino Pininfarina
- N°591 Maserati Ghibli
- N°594 Abarth 3000

### Politoys Serie Penny "Micromodelli" (scala 1:66)
Questa serie composta da una cinquantina di modelli, è stata venduta dal 1967 al 1970. Sulle scatole era presente l'immagine di una moneta da un penny e una bandiera a scacchi.
Modelli Corsa:
- 0/1 B.R.M. V8 Formula uno
- 0/2 Lola Climax Formula uno
- 0/3 Lotus Climax Formula uno
- 0/4 Ferrari Formula uno
- 0/5 Brabham Formula uno

- 0/6 Cooper Maserati Formula uno
- 0/7 Eagle Tig Formula uno
- 0/8 B.R.M. H16 Formula uno
- 0/9 Ferrari 312 Formula uno
- 0/10 Honda V12 Formula uno

- 0/11 Brabham Repco Formula uno
- 0/12 McLaren Ford Formula uno
- 0/13 McLaren Serenissima Formula uno
- 0/14 Eagle Weslake 12 cil. Formula uno
- 0/15 Lotus B.R.M. H16 Formula uno

Modelli Berlina:
- 0/21 Ferrari 250 GT
- O/22 Alfa Romeo Giulia Canguro (concept)
- 0/23 Jaguar 'E' type (non prodotta)
- 0/24 Porsche 912
- 0/25 Alfa Romeo 2600 Sprint Bertone
- 0/26 Alfa Romeo Giulia SS
- 0/27 Lancia Flavia Zagato Sport
- 0/28 Alfa Romeo Giulia 1300 Junior GT
- 0/29 Maserati 3500 Coupé GT
- 0/30 Fiat 850 Coupé
- 0/31 Lancia Fulvia Coupe (non prodotta)
- 0/32 Iso Rivolta

- 0/33 Ferrari Dino Pinanfarina (prodotta come 0/200C)
- 0/34 Mercedes-Benz 230 SL
- 0/35 Alfa Romeo 2600 Sprint Bertone police
- 0/36 Ford Tanus 20M-TS (non prodotta)
- 0/37 Maserati Frua 3500 (prodotta come 0/201B)
- 0/38 Bianchi Primula (non prodotta)
- 0/39 Alfa Romeo Giulia TZ (non prodotta)
- 0/40 Volkswagen 1200 (non prodotta)
- 0/41 Alfa Romeo Giulia Super (non prodotta)
- 0/45 Fiat 124 (prodotta come 0/201D)
- 0/46 Alfa Romeo Giulia 1300 (della polizia)
- 0/47 Alfa Romeo Giulia Carabinieri (non prodotta)

- 0/53 Iso Rivolta; Rimorchio con Barca a motore
- 0/54 Romeo Minibus
- 0/55 Lamborghini Marzal Bertone (non prodotta)
- 0/200A Ferrari P4
- 0/200B Lamborghini Marzal Bertone
- 0/200C Ferrari Dino Pininfarina
- 0/200D Osi Bisiluro
- 0/201A Alfa Romeo Giulia TA
- 0/201B Maserati Frua
- 0/201C Ferrari Dino
- 0/201D Fiat 124
- 0/205 Rimorchio Caravan

Veicoli industriali:
- 0/110 Minibus Alfa Romeo
- 0/111 Alfa Romeo Polizia
- 0/112 Ambulanza Croce Rossa Alfa Romeo
- 0/113 Autocarro Lancia Esadelta telonato
- 0/114 Autocarro Lancia Esadelta telonato con lama anteriore

- 0/115 Autocarro Lancia Esadelta con rimorchio
- 0/116 Autocarro Lancia Esadelta con gru
- 0/117 Autocarro Lancia Esadelta Autopompa
- 0/118 Autocarro Lancia Esadelta Spartineve

- 0/119 Portauto senza auto
- 0/120 Confezione Portauto Penny con auto
- 0/121 Lancia Esadelta Autobotte AGIP
- 0/122 Trattore con ruspa: Ruspa sollevabile

### Politoys serie J o Y (Scala 1:66)
Nel 1972 uscì un primo insieme di modelli numerati da 10 a 19 comprendente solo macchine da corsa o prototipi creati tra il 1967 ed il 1971. Nel 1973 uscì un secondo insieme numerato da 20 a 121. Restarono in commercio fino al 1976 sostituiti dalla serie RJ.
- 10 Porsche 917
- 11 Matra MS630
- 12 Alpine Renault A220
- 13 Alfa Romeo Carabo (1968)
- 14 Ford GT
- 15 Lola Aston Martin T70
- 16 Alfa Romeo 33
- 17 Ferrari 312P
- 18 Abarth 2000
- 19 Abarth 2000 Pininfarina

- 20 Trattore Leone
- 21 Rullo compressore
- 22 Camion Vulcano con cassone
- 23 Camion Perlini con cassone
- 24 Betoniera Cemento Perlini
- 25 Ruspa
- 26 Camion con cassone aperto
- 27 Trattore Fattoria
- 28 Dune Buggy
- 29 Camion Kaeble Dump
- 32 Iso Rivolta (0/32 con ruote veloci)
- 33 Trattore Shovel
- 34 Trattore Centauro

- 52 Rimorchio Fiat
- 57 Rimorchio per i cavalli
- 80 Trattore Leone con rimorchio cisterna
- 81 Trattore Centauro con rimorchio aperto
- 82 Trattore Centauro e seminatrice
- 83 Trattore con aratro
- 84 Camion aperto e rimorchio porta cavalli
- 85 Trattore con rimorchio porta letame
- 86 Camion Kaeble e rimorchio piatto multiruota
- 88 Trattore Centauro con rimorchio con tronco
- 119 Bisarca Lancia Esadelta
- 120 Bisarca Lancia Esadelta e 4 macchine
- 121 Camion cisterna Lancia Esadelta AGIP

### Politoys Serie F (scala 1:32)
Serie introdotta verso il 1970, comprende macchine di Formula 1 di fine anni '60.
- F1 Matra F1 "J.Stewart"
- F2 Ferrari 312 F1 "C.Amon" (1966–69)
- F3 Lotus Climax F1 "Lucas"
- F4 Honda F1 RA273 (1966-67)
- F5 Ford March F1
- F6 Lotus 63 F1
- F7 BRM F1
- F8 McLaren M7 F1 (1968-71)
- F9 Brabham F1

### Polistil serie FK (scala 1:32)
La serie comprende solo vetture da corsa di Formula 1.
- FK1 Matra MS11 F1
- FK2 Ferrari 312 F1 (1966-69)
- FK3 Lotus Climax F1
- FK4 Honda F1
- FK5 McLaren M 19 F1
- FK6 Lotus 63 N°6 "E.Fittipaldi" F1
- FK7 BRM "P.Gethin" F1
- FK8 McLaren M7A F1
- FK9 Brabham BT126 F1

- FK10 Ferrari 312 T2 F1 (1976-78)
- FK11 McLaren M 23 B Malboro N°1 "J.Hunt" F1
- FK12 Tyrrel P.34/2 F1
- FK13 Ligier Matra JS F1
- FK14 March 761 Ovoro F1
- FK15 Lotus JPS MK3 F1
- FK16 Renault RS01 F1
- FK17 Brabham Alfa Romeo
- FK19 Ferrari 312 T2 F1

- FK20 Lotus Martini MK4 79 (1978)
- FK21 Tyrrel 008 F1
- FK22 March 761 Beta F1
- FK23 Copersucar FA5 F1
- FK24 Ferrari 312 T3 N°12 "G.Villeneuve" F1 (1978-79)
- FK25 ATS March
- FK26 Alfa Romeo Brabham BT 48 N°5 F1
- FK27 Lotus 80 N°1 Essex Martini F1

### Polistil serie M?? (scala 1:43)
Commercializzata a partire dal 1970. Da non confondere con la serie M5
- M1 Portauto Lancia Esagamma + 4 automobiline
- M2 Portauto Lancia Esagamma
- M10 Howmet TX Turbina
- M11 Alfa Romeo 33
- M12 Abarth 2000 Pininfarina
- M13 Ferrari 512 S Pininfarina
- M14 Alfa Romeo Ital Design Iguana

- M15 Serenissima V8
- M16 Matra Simca Sport
- M17 Ferrari Modulo Pininf
- M18 Chaparral 2J
- M19 De Tomaso Pantera
- M20 Porsche 917 LeMans
- M21 Chevron GT B16

- M22 Lamborghini Urraco
- M23 Lancia Stratos Bertone HF 1600
- M24 Alfa Romeo 33 Le Mans
- M25 Lamborghini Jarama
- M26 March 717 CanAm
- M27 Ford Mustang Mach IV

### Polistil serie E (Scala 1:40 e 1:43)
Serie con inizio commercializzazione verso il 1971.
- E14 Alfa Romeo Giulia Familiare SW Croce Rossa
- E15 Ford Mirage
- E16 Mercedes C-111 - Venduto nel 1971
- E17 Porsche Volkswagen 914
- E18 Porsche 917
- E19 Alfa Romeo Giulia Pronto Intervento
- E20 Honda N 360
- E21 Opel CD
- E22 Ferrari 512 S
- E23 Fiat 595 Abarth N°28
- E24 Fiat 850T Van ACI Servizio Vacanze
- E25 OSI Bisiluro Silver Fox
- E26 Autobianchi A112
- E27 Citroen Mehari
- E28 AMC Phaze II 343 V8
- E29 GAZ 69 AM 4X4
- E30 Citroen GS
- E31 Ford GT70
- E32 McLaren M8F CanAm
- E33 Lola L&M 260 CanAm
- E34 Brm P 154 CanAm
- E35 Lola Type 222 CanAm
- E36 Alfa Romeo Alfasud
- E37 Renault 5
- E38 Honda coupé Z (1970-72)
- E39 Porsche-Audi 917-10 CanAm
- E40 Fiat 126

- E41 Lancia Beta Berlina
- E42 Porsche 911 Carrera RS
- E43 Volkswagen Maggiolone Cabriolet (cap.chiusa)
- E44 Peugeot 104
- E118 LIGIER - F1 JS 11 N 26 TALBOT
- E119 LOTUS - F1 80 ESSEX N 1
- E120 Alfa Romeo Brabham BT 48 F1
- E121 Alfa Romeo 179 F1 (1979-82)
- E122 Ferrari T5 F1 (1980)
- E123 Williams fw 07 B
- E2001 Jaguar XKE 4.2 Litre
- E2002 Ferrari 365 GTB/4 Daytona
- E2003 Porsche 928 Turbo Shell Silver
- E2004 Alfa Romeo Alfetta GTV 2000 Turbo Delta "Guida TV"
- E2005 BMW M1 Pro-Car
- E2006 Lancia Beta Montecarlo Turbo Martini Racing
- E2007 Lamborghini Countach
- E2008 Mercedes 450 SLC
- E2009 Talbot Sunbeam Fire Engine
- E2010 Toyota Celica GT Rally
- E2011 Opel Ascona 400 Mobil Rally
- E2012 Ford Escort XR 3 Rally
- E2013 Audi Quattro Rally
- E2014 Datsun Violet Rally Monte Carlo
- E2015 Porche 924 Turbo

- E2016 Volkswagen Golf GTI
- E2017 Ferrari 308 GTB 4 Turbo
- E2018 Alfa Romeo Giulietta 1.6 Rally
- E2019 Fiat Regata
- E2020 Autobianchi Y10
- E2021 Jaguar XKE 4.2 Litre Rally
- E2022 Ferrari 365 GTB/4 Daytona
- E2023 Porsche 928 Turbo Rally
- E2024 Alfa Romeo Alfetta GTV Turbo
- E2025 Bmw M1 Eagle Rally
- E2026 Lancia Beta Montecarlo
- E2027 Lamborghini Countach Rally
- E2028 Mercedes 450 Boss
- E2029 Talbot Sunbeam Rally
- E2030 Toyota Celica GT Rally
- E2031 Opel Ascona 400
- E2032
- E2033 Audi Quattro
- E2034 Datsun Violet 160J rally
- E2035 Porsche 924 turbo
- E2036 Volkswagen GTI Golf
- E2037 Ferrari 308 Imsa
- E2038 Alfa Romeo Giulietta 1.6 Rally
- E2045 Fiat Croma
- E5115 Opel Ascona 400 Rangers
- E5801 Alfa Romeo Giulietta + Audi Quattro + Lavaggio macchine

### Polistil serie FX (scala 1:25)
Prodotta verso il 1972, è composta da macchine di formula uno.
| Codice | Modello                              | Immagine |
| ------ | ------------------------------------ | -------- |
| FX 1   | Tyrrel Ford F1 (1971-72)             |          |
| FX 2   | March Ford 721 F1 (1972)             |          |
| FX 3   | Lotus J.P.S.                         |          |
| FX 4   | BRM Marlboro P.160 F1                |          |
| FX 5   | Yardley McLaren M19 F1               |          |
| FX 6   | Lotus Turbo Indianapolis Graham Hill |          |
| FX 7   | Ferrari B3                           |          |
| FX 8   | Brabham BT 42 F1                     |          |
| FX 9   | Ferrari 312 T2 Racing car Niki Lauda |          |

### Polistil Serie RJ (Scala 1:55 e 1:66)
Contiene 45 auto di Formula 1 e altre auto non da competizione. La serie è stata commercializzata a partire dal 1976.
| Codice        | Modello                                       | Immagine | Commercializzazione | Tipologia macchina |
| ------------- | --------------------------------------------- | -------- | ------------------- | --- |
| RJ 1          | Mc Laren M23 Emerson Fittipaldi 1975          |          | 1976                | Formula 1 |
| RJ 2          | Ferrari 312 B3 Niki Lauda 1975                |          | 1976                | Formula 1 |
| RJ 3          | Lotus JPS 72 Ronnie Peterson 1975             |          | 1976                | Formula 1 |
| RJ 4          | Tyrrell 007 Jody Scheckter 1975               |          | 1976                | Formula 1 |
| RJ 5          | Brabham BT44 Carlos Reutemann 1975            |          | 1976                | Formula 1 |
| RJ 6          | UOP Shadow DN4 Jean Pierre Jarier 1975        |          | 1976                | Formula 1 |
| RJ 7          | B.R.M. P.201 Jean Pierre Beltoise 1974 e 1975 |          | 1976                | Formula 1 |
| RJ 8          | Hesketh P308 James Hunt 1975                  |          | 1976                | Formula 1 |
| RJ 9          | Lola T370 Graham Hill 1975                    |          | 1976                | Formula 1 |
| RJ 10         | Fiat 126                                      |          |                     | |
| RJ 11         | Fiat 127                                      |          |                     | |
| RJ 12         | Fiat 128                                      |          |                     | |
| RJ 13         | Fiat 131                                      |          |                     | |
| RJ 14         | Fiat 124 (1966-1974)                          |          |                     | |
| RJ 15         | Fiat 132 GLS (1972-1981)                      |          |                     | |
| RJ 16         | Ford Taunus XL                                |          |                     | |
| RJ 17         | Ford Consul                                   |          |                     | |
| RJ 18         | Ford Capri II                                 |          |                     | |
| RJ 19         | Ford Escort                                   |          |                     | |
| RJ 20         | Ford Taunus Coupe GT                          |          |                     | |
| RJ 21         | Ford Cortina GT                               |          |                     | |
| RJ 22         | Renault 4                                     |          |                     | |
| RJ 23         | Renault 5 L                                   |          |                     | |
| RJ 24         | Renault 6 L                                   |          |                     | |
| RJ 25         | Renault 12 TL                                 |          |                     | |
| RJ 26         | Renault 15 TL (1971-1979)                     |          |                     | |
| RJ 27         | Renault 16 TS (1968-1976)                     |          |                     | |
| RJ 29         | Porsche 917-10                                |          |                     | |
| RJ 30         | B.R.M. P.154                                  |          |                     | |
| RJ 31         | UOP Shadow DN4                                |          |                     | non da Formula 1 |
| RJ 32         | Renault Alpine Le Mans                        |          |                     | |
| RJ 33         | Ferrari 312P                                  |          |                     | |
| RJ 34         | Alfa Romeo 33 TT 12                           |          |                     | |
| RJ 35         | Matra-Simca 680                               |          |                     | |
| RJ 36         | Gulf GR.7                                     |          |                     | |
| RJ 37         | Citroen GS                                    |          |                     | |
| RJ 38         | Citroën DS 5 (1955-1975)                      |          |                     | |
| RJ 39         | Citroen CX 2200                               |          |                     | |
| RJ 40         | Citroen Ami 8                                 |          |                     | |
| RJ 41         | Citroen Dyane                                 |          |                     | |
| RJ 42         | Citroen 2cv                                   |          |                     | |
| RJ 43         | Alfa Romeo Alfasud                            |          |                     | |
| RJ 44         | Alfa Romeo Nuova Giulia super 1300            |          |                     | |
| RJ 45         | Alfa Romeo Junior GT 1300                     |          |                     | |
| RJ 46         | Alfa Romeo 2000                               |          |                     | |
| RJ 47         | Alfa Romeo Alfetta 1.6                        |          |                     | Scala 1:66 |
| RJ 48         | Alfa Romeo Alfetta GT                         |          |                     | |
| RJ 49         | Volkswagen Maggiolone                         |          |                     | |
| RJ 50         | Volkswagen Polo                               |          |                     | |
| RJ 51         | Volkswagen Golf                               |          |                     | |
| RJ 52         | Volkswagen Scirocco                           |          |                     | |
| RJ 53         | Volkswagen Passat                             |          |                     | |
| RJ 54         | Volkswagen K70                                |          |                     | |
| RJ 55         | Ferrari T2 Niki Lauda 1976                    |          | 1977                | Formula 1 |
| RJ 56         | Mc Laren M23 James Hunt 1976                  |          | 1977                | Formula 1 |
| RJ 57         | Tyrrell P34/2 Patrick Depailler               |          | 1977                | Formula 1 |
| RJ 59         | Ligier Matra Gitanes JS5 Jacques Laffite 1976 |          | 1977                | Formula 1 |
| RJ 63         | Ferrari 312 T4 Jody Scheckter 1979            |          | 1980                | Formula 1 |
| RJ 64         | Ligier JS 11 Jacques Laffite 1979             |          | 1980                | Formula 1 |
| RJ 65         | Lotus 80 Mario Andretti 1979                  |          | 1980                | Formula 1 |
| RJ 66         | Brabham Alfa Romeo BT48 Niki Lauda 1979       |          | 1980                | Formula 1 |
| RJ 67         | Tyrrell 009 Didier Pironi 1979                |          | 1980                | Formula 1 |
| RJ 68         | Renault RS 11 Jean Pierre Jabouille 1979      |          | 1979                | Formula 1 |
| RJ 69         | Alfa Romeo 179 Vittorio Brambilla 1980        |          | 1980                | Formula 1 |
| RJ 70         | Williams FW07 Alan Jones 1980                 |          | 1980                | Formula 1 |
| RJ 101        | Tir Fiat 170 TM33. Bisarca Team F1            |          |                     | Mentre sulla motrice e rimorchio vi erano sempre RJ101, sulle scatole vi era RJ101:Ferrari, RJ104:Ligier Gitanes e Ligier café do brasil, RJ105:Brabham-Alfa, RJ106:Tyrrel, RJ107:Lotus, RJ109:Tyrell, RJ110:Alfa Romeo, RJ111:Lotus, RJ112:Renault, RJ113:Williams, RJ114:Ferrari, RJ115:Alfa Benetton, RJ116:McLaren, RJ117:Brabham, RJ118:Renault, RJ130:Williams-Honda, 06078:Scuderia Italia, 06079:Ligier Loto, 06080:ASG Lapidus, 06081:Arrows, 06082:Fondmetal, 06100:Ferrari, 06101:Benetton Ford, 06102:McLaren Saima, 06103:Brabham Parmalat, 06104:Renault Elf,06105:Williams Honda, 06108:March Leyton House, 06109 Lotus Honda, XXX:Unicars(promozionale), XXX:Retequattro(promozionale) XXX: Pooh(promozionale) |
| RJ 119        | Tir Portauto                                  |          | 1976                | Tir scala 1:66 |
| RJ 120        | Trattore agricolo Leone 70                    |          | 1976                | Trattore Scala 1:60 |
| RJ 121        | Autobotte Lancia Esadelta                     |          | 1976                | Tir scala 1:66 |
| RJ 122 (J 22) | Camion a benne basculanti                     |          | 197?                | Camion Scala 1:60 |
| RJ 123 (J 23) | Camion Perlini con cassone                    |          | 197?                | Camion Scala 1:60 |
| RJ 124        | Camion Perlini betoniera                      |          | 197?                | Camion Scala 1:60 |
| RJ 125        | Ruspa                                         |          |                     | Camion Scala 1:60 |
| RJ 126        | Camion fuoristrada con cassone                |          | 1976                | Camion Scala 1:60 |
| RJ 127 (J 27) | Trattore internazionale                       |          |                     | Trattore |
| RJ 128 (J 28) | Buggy Dune del mare                           |          |                     | |
| RJ 129 (J 29) | Camion Kaeble                                 |          |                     | Camion Scala 1:60 |
| RJ 802        | Dune Buggy con rimorchio cavalli              |          |                     | |
| RJ 803        | Dune Buggy e rimorchio con barca              |          |                     | |

I modelli Fiat, Ford, Renault e Citroën esistono anche con confezione in formato blister, con i numeri che vanno da RJ510 a RJ542.

### Polistil serie S (scala 1:25)
Questa serie è nata verso il 1973. L'elenco sottostante non è completo.
- S6 Alfa Romeo Montreal
- S7 Fiat 128 East African Safari Rally
- S8 Lancia Fulvia 1600-hf Rally di Monte Carlo (1972)
- S9 Mclaren Chevrolet M 8 F n°5 CanAm
- S10 Lola L&m 260 CanAm n°1
- S11 BRM p. 154 CanAm n°28
- S12 Alfa Romeo Alfasud
- S13 Autobianchi A 112 Abarth
- S14 Honda z Coupe 1970
- S15 Volkswagen 1303 Beetle Cabriolet
- S16 Fiat 128 Rallye 1300 East African Safari (1973)
- S17 Fiat 126
- S18 Peugeot 104 1979
- S19 Lancia Fulvia 1600 hf Spedizione polare
- S20 Volvo 164E
- S21 Renault Alpine A110 1800s n°18 winner Rally Montecarlo (1973) Andruet Biche
- S22 Porsche 911 Carrera
- S23 Volvo 164 ePolis (polizia)
- S24 Alfa Romeo Montreal 1970
- S25 Volkswagen polo (1975)
- S26 Citroen 2 Cv
- S27 Fiat 127 1 Series (1971)
- S28 Innocenti Mini Cooper (1973) Red Mud Mato grosso
- S29 Fiat 127 holiday Con Sci
- S30 Citroen 2cv Rallye Raid Afrique
- S31 Jaguar xj6l Series ii (1973)
- S32 Lancia Stratos Stratur n°180 Rally
- S33 Fiat 131 Mirafiori (1974)
- S36 Lancia Stratos Alitalia Rally Montecarlo n°1
- S37 Fiat 126 week-end portofino
- S38 Citroen Cx 2200 (1974)
- S39 Fiat 127 Alitalia
- S40 Fiat 131 Mirafiori; portapacchi Con Canoa (1974)
- S41 Alfa Romeo Alfasud ti
- S42 Volkswagen Beetle 1300 L
- S43 Volkswagen Beetle 1300 Polizei
- S44 Volkswagen Beetle 1300 Lufthansa
- S47 Peugeot 504 gl tour de France
- S48 Peugeot 504gl 1969
- S49 Rover Land 109 Station wagon 1961
- S56 Fiat 131 Transamerica Raid dall'Atlantico al Pacifico San Francisco-New York
- S57 Lancia Beta Montecarlo

- S59 Lancia Abarth 030 Beta Rally n°527
- S61 Ferrari 308 gtb (1977)
- S65 Dodge van Polizia
- S68 Fiat 131 Mirafiori Polizia (1974)
- S69 Fiat 131 Mirafiori Carabinieri (1974)
- S70 Porsche 911 Rs 2.7 (1973) week end davos
- S71 Lancia Stratos Rally n°180 Accus piles
- S73 Lancia Stratos Memphis Rally n°1
- S76 Fiat 131 Mirafiori Polizia (1974)
- S77 Volkswagen Beetle 1300 week end kitzbuhel Ski
- S82 Porsche 911 Carrera
- S86 Mercedes 450 Sl
- S100 Citroen 2 Cv Cross Rally
- S201 Fiat Regata 1983
- S202 Mercedes 190e (w201) 4-porte 1984
- S203 Citroen BX
- S204 Ford Sierra XR4i
- S205 Alfa Romeo 33
- S208 Lancia 037 Rally Montecarlo Martini n°2
- S209 Volkswagen Golf GL
- S210 Porsche 956 Corsa gaggia n°20
- S211 Audi quattro Sport Rally n°1 Audi team
- S213 Lancia Stratos Rally Alitalia Montecarlo n°1
- S214 Ferrari 308 GTB
- S216 Jaguar xj 4.2 Saloon
- S217 Mercedes 450 Sl
- S219 Citroen 2 Cv
- S220 Volkswagen 1303 Maggiolone Cabriolet
- S224 Fiat Campagnola ii Series Polizia (police)
- S225 Fiat Ritmo ii Series (4 fari nell'anteriore)
- S226 Alfa Romeo 90
- S231 Lancia 037 Rally Montecarlo totip n°9
- S233 Alfa Romeo 90
- S235 Mercedes 190 e 2.3 16v Rally n°18 pioneer
- S236 Ford Sierra xr4i Rally n°7 Shell
- S238 Ferrari 308 gtb n°3 Rally Sanremo Saba
- S240 Jeep Renegade n°5
- S243 Mercedes 190 E
- S244 Autobianchi y10 (o S312)
- S250 Fiat Croma
- S252 Volvo 740 GLE
- S312 Autobianchi y10 (o S244)
- S317 Alfa Romeo 33 Polizia
- S320 Renault 5 tse Rallye unicars n°31
- S575 Alfa Romeo osi Scarabeo
- S576 De Tomaso Mangusta
- S582 Innocenti Mini Cooper 1300
- S584 Abarth 2000 n°12
- S592 Alfa Romeo Carabo Bertone

- S599 Fiat 500
- S601 Alfa Romeo giulietta 1.6 pirelli n°49 Rally
- S603 Lancia Stratos Rally Chardonnet B. darniche
- S620 Volvo 164 e
- S630 Citroen 2 Cv Raid Afrique (1973)
- S631 Jaguar xj 6l
- S634 Rolls Royce Silver Cloud III (1955)
- S635 Jaguar xj 4.2 Police
- S638 Citroen Cx 2200
- S648 Peugeot 504 gl
- S651 Peugeot 504 gl Rally east African Safari
- S652 Land Rover trans American tour
- S653 Land Rover Croce rossa militare
- S655 Fiat Campagnola ii Series
- S657 Lancia Beta Coupe Montecarlo (1974)
- S658 Lancia Beta Montecarlo Carrera Mexico Rally
- S661 Ferrari 308 gtb
- S663 Ferrari 308 gts
- S664 Dodge van Ambulanza
- S669 Fiat 131 Carabinieri (identica a S69)
- S671 Lancia Stratos East African Safari
- S673 Jeep Cj5 Closed 1954
- S675 Ford Fiesta S (1976)
- S679 Fiat Ritmo 65cl (1978)
- S681 Fiat Campagnola ii Series Sci invernale
- S684 Fiat 131 Abarth Rally Alitalia n°6
- S686 Mercedes 450sl Spider Closed (1971)
- S688 Bmw 525
- S689 Bmw 525 Polizei (polizia)
- S695 Toyota Land Cruiser
- S702 Toyota Land Cruiser + trailer with 2 Motorcycles
- S704 Morris Mini Cooper Beaubourg
- S705 Citroen 2 Cv Basket
- S706 Mercedes 450 Slc
- S709 Porsche 911 graetz Rally Montecarlo n27
- S710 Porsche Waldegaard Martini Rallye
- S711 Austin London taxi
- S712 Porsche 911 Rally gitanes n3
- S726 Alfa Romeo giulietta Polizia
- S728 Rover 3500
- S729 Fiat Ritmo 65 Cl Alitalia n°6
- S731 Jeep Cj7 golden eagle open 1982
- S735 Fiat Ritmo 65 CL olio Fiat N°15

### Polistil serie HE (Scala 1:43)
Serie composta da soli modelli "weekend", cioè con portapacchi sul tetto della macchina. Gli equipaggiamenti sul portapacchi sono diversi tra loro.
- HE26 Autobianchi A112 weekend
- HE36 Alfa Romeo Alfasud weekend
- HE37 Renault 5 TL weekend

- HE40 Fiat 126 weekend
- HE41 Lancia Beta 1800 weekend

### Polistil serie EL (Scala 1:43)
Questa serie è stata introdotta verso il 1975.
- EL 27 Citroen Mehari
- EL 45 Alfa Romeo Alfetta
- EL 46 BMW 2002
- EL 47 Fiat 126
- EL 48 Fiat 127
- EL 49 Afasud TI
- EL 50 Mini Cooper
- EL 51 Peugeot 504 Coupé V6 Pininfarina
- EL 52 Citroen Dyane 6
- EL 53 Renault R12 TS
- EL 54 Volkswagen Scirocco
- EL 55 Volkswagen Beetle 1300 L - Prodotta nel 1977

- EL 56 Saab 99
- EL 57 Volvo 164-e (S20)
- EL 58 Ferrari Dino 308 GT4 (1973-80)
- EL 59 Volkswagen Polo
- EL 60 Ford Escort mc1268
- EL 61 Jaguar XJ 12
- EL 62 Gremlin A.M. mc1265 (anche CE 62)
- EL 63 Alfa Romeo Alfetta Coupé
- EL 64 Nissan Datsun
- EL 65 Suzuki Jimmy - Prodotta nel 1978
- EL 66 Land Rover (scala 1:77)

- EL 67 UAZ 469 B sci - Prodotta nel 1978
- EL 70 Fiat 1107 Nuova Campagnola (1975)
- EL 72 Toyota Land Cruiser
- EL 73 Pescaccia 1600 Volkswagen
- EL 74 Jeep CJ-5 International Corporation
- EL 75 Mercedes 280 SE mc2792
- EL 76 Fiat 131 mirafiori
- EL 77 Oper Rekord 1700 (anche CE 77)
- EL 78 Audi 100
- EL 79 Leyland Range Rover - Prodotta nel 1977 (anche CE 79)

### Polistil serie AE (scala 1:43)
Venduta all'incirca a partire dal 1975.
- AE 14 Giulia Familiare Croce Rossa (CE14, E14)
- AE 15 Alfa Romeo Giulia familiare SW Carabinieri (CE15)
- AE 16 Alfa Romeo Giulia familiare SW Pompieri
- AE 19 Alfa Romeo Giulia familiare SW Polizia  (CE19)
- AE 33 Lola L&M 260 CanAm N°8
- AE 34 Brm CanAm
- AE 35 Lola type 222 CanAm N°4 STP

- AE 44 Peugeot 104 Taxi
- AE 45 Alfa Romeo Alfetta Polizia
- AE 46 BMW - 2002
- AE 49 Alfa Romeo Alfasud Rally car Jolly club (EL 49)
- AE 53 Renault R12 Tour de France
- AE 54 Volkswagen Scirocco
- AE 57 Volvo 164 E

- AE 58 Ferrari Dino 308 GT4
- AE 60 Ford Escort
- AE 63 Alfetta coupé
- AE 66 Land Rover SWB Safari
- AE 69 Land Rover
- AE 74 Jeep CJ 5
- AE 75 Mercedes Benz 280 SE
- AE 77 Opel Rekord

### Polistil Serie L (scala 1:32)
Comprendente auto da corsa a ruote coperte, venduta negli anni 1970.
- L1 Ferrari 312 PB N°11 di Andretti e Ickx (1971-1973)
- L2 Porsche 917-10 CanAm N°6 LEM

### Polistil serie GG (scala 1:16)
Serie 1:16 del 1976 di macchine di formula 1.
- GG1 Brabham BT44
- GG2 Ferrari 312 T2 Niki Lauda 4 ruote

- GG3 Tyrrel P34 N°3 o 4 colore blu o blu+bianco 1977
- GG4 Ferrari 312 T2 Niki Lauda Prototipo a 6 ruote

- GG5 LOTUS F1 78 MKIII JPS N°5 Campione del mondo 1978 M. Andretti

### Polistil serie CE (serie 1:41 e 1:43)
Fece la sua comparsa nel 1978. Qualche modello è in comune con la serie EL.
- CE13 Alfa Romeo Giulia SW Vigili del fuoco
- CE14 Alfa Romeo Giulia SW familiare Croce Rossa Ambulanza
- CE15 Alfa Romeo Giulia familiare SW Carabinieri (CE15)
- CE19 Alfa Romeo Giulia SW Polizia N°40
- CE32 Suzuki jmni mountain
- CE33 Land Rover
- CE34 Range Rover con canoa
- CE35 Fiat Campagnola 4X4
- CE36 Toyota Land Cruiser con sci
- CE38 UAZ 469 B con sci
- CE40 Citroen Mehari Mountain
- CE41 Volkswagen Pescaccia
- CE45 Alfa Romeo Alfetta
- CE49 Alfa Romeo Alfasud TI
- CE51 Peugeot 504 coupe 6V
- CE54 Volkswagen Scirocco

- CE56 Saab 99 e Saab 99 LCM 2.0 Rally
- CE57 Volvo 164 E
- CE58 Ferrari Dino 308 GT4
- CE59 Volkswagen Polo
- CE61 Jaguar XJ 4.2
- CE62 Gremlin A.M. mc1265 (sul fondino EL62)
- CE63 Alfa Romeo Alfetta Coupe Orange (sul fondino EL63, sulla scatola CE63)
- CE64 Nissan Datsun
- CE67 UAZ 469 B (senza porta sci)
- CE70 Fiat Campagnola 4X4 1974 (Polizia e Carabinieri)
- CE72 Toyota Land Cruiser
- CE76 Fiat 131 Mirafiori 1974 (Polizia e Carabinieri)
- CE77 Opel Rekord
- CE79 Range Rover

- CE104 Lotus F1 JPS 1978 N°5 Andretti
- CE105 Renault F1 RS 01 N°15
- CE106 Alfa Romeo F1 Brabham BT 45 C Parmalat
- CE107 Ferrari F1 312 T2 N°11
- CE108 March F1 761 Beta N°9 Bambilla
- CE109 March F1 761 Ovoro N°35
- CE110 Tyrrel F1 008 N°4 ELF
- CE111 Ferrari F1 312 T3 N°12 G.Villeneuve
- CE112 Copersucar F1 FA5 Emerson Fittipaldi
- CE113 Trattore International
- CE117 1/43 F1 Ferrari 312 T4 Jody Scheckter
- CE118 Ligier F1 JS 11 N°26 Gitanes
- CE119 Lotus F1 80 Essex N°1
- CE120 Alfa Romeo F1 Brabham BT 48 N°5
- CE121 Alfa Romeo F1 179 N°22 Marlboro Scaini
- CE122 Ferrari F1 312 T5 N°1
- CE123 Williams F1 FW 07 B N°27 Saudia

### Polistil serie MG (scala 1:66)
Comprendeva solo caricature di auto di serie.
- MG 20 Austin Mini Minor
- MG 21 Fiat 500
- MG 22 Citroen 2CV
- MG 23 VW Beetle
- MG 24 Fiat 127 (1971-87)
- MG 25 Honda Coupe Z

- MG 26 Mercedes 350 Coupe
- MG 27 Alfa Romeo Alfasud
- MG 28 VW-Porsche 914
- MG 29 NSU Prinz
- MG 30 Ford Capri
- MG 31 Rolls Royce Corniche

- MG 32 Citroën DS
- MG 33 Fiat 126
- MG 34 Renault 5
- MG 35 Autobianchi A112
- MG 36 Jaguar E-Type V12 (1971-75)
- MG 37 Citroen Ami 8

### Polistil Serie SN (1:24 e 1:25)
Commercializzata a partire dal 1981. Verranno anche vendute come Polistil/Tonka
- SN01 Ferrari 365 GTB-4 Daytona (1968)
- SN02 Jaguar XK-E 4.2 litre    (1961)
- SN03 Porsche 928 Racing (1978)
- SN04 BMW M1 (1978)
- SN05,SN39 Alfa Romeo Alfetta GTV 2000 Turbo Delta
- SN06 Volkswagen Golf GTI
- SN09 Ferrari Mondial 8 Rally N°12 Pirelli
- SN11 Lamborghini Miura (1967)
- SN15 Lancia Beta Montecarlo
- SN16,SN48 Renault 5 Turbo Rally
- SN17,SN42 Remault Fuego Paris Dakar Rally
- SN18,SN37 Alfa Romeo Giulietta 1.8(Carabinieri, Hawk Racing)
- SN19 Alfa Romeo Giulietta Polizia
- SN20 Alfa Romeo Giulietta Carabinieri
- SN21 Lambirghini LP400 Countach
- SN22 Rover 2600 S
- SN23,SN38 Porsche 924 Turbo Kamei
- SN24 Mercedes-Benz 450SLC

- SN25 Talbot Sunbeam Lotus GR.2 RALLY
- SN26 Toyota Celica Rally N°6 C.Duckams
- SN27,SN44 Opel Ascona 400 Rally
- SN28,SN47 Ford Escort XR3 Rally
- SN29 Audi Quattro Rally
- SN30 Datsun Violet 160J
- SN34 Ferrari 308 GTB 4 Turbo
- SN36 Ford Capri 2000
- SN40 Audi Quattro Rally
- SN43 Mercedes Benza 450SLC Rallys
- SN46 Lamborghini Countach Rally N°23 Dunlop Shell
- SN49 Jaguar E Type FHC
- SN51 Ferrari 126 C Turbo
- SN52 Alfa Romeo 179 F1
- SN53 Talbit Ligier JS 17 F1
- SN54 Renault RE 30 B Turbo N°15 ELF F1
- SN55 BMW M1 Rally
- SN57 Toyota Celica Rally N°11 H.Duckams
- SN61 Lancia Beta Montecarlo Pirelli N°3

- SN62 Alfa Romeo Alfetta GTV N°4 Autodelta Britax
- SN64 Porsche 928 Allargato Rally N°3 Electro Cash
- SN65 Bmw M1 Rally N°15 Eagle
- SN66,SN92 Mercedes 450 SLC
- SN67 Opel Ascona 400 Rally N°5 Mobil
- SN68 Lamborghini Countach
- SN69 Ford Escort xr3 rally n 9 good year
- SN71 Alfa Romeo Giulietta rallye n 25 herz
- SN72 Nissan Datsun rally montecarlo n 8
- SN73 Audi Quattro sport rally n 29 mobil
- SN74 Porsche 924 turbo large n 15 kamei
- SN75 Volkswagen Golf 1 Serie Rally n°28 Pirelli Jeb's
- SN76 Ferrari Mondial 8 Rally n 41
- SN78 Ford Capri 2000 n°9 clarion
- SN79 Renault Fuego Rally n°26 Michelin
- SN80 Renault 5 turbo
- SN81 Ferrari 308 gtb 4 Turbo
- SN93 Renault Fuego Rally Paris Dakar n° 7 Bilstereo
- SN95 Porsche 924 Turbo Rally Paris Dakar n 55

### Polistil serie PB "Candela spara auto"
Serie introdotta nel 1982. Avevano un'apertura posteriore per agganciarci una grossa candela, che attraverso un meccanismo a molla lanciava l'auto.
- PB18 Lancia Beta montecarlo
- PB19 Ferrari 308 GTB

- PB20 AR Alfetta GTV
- PB21 Porche 924

### Polistil serie RN (Scala 1:55)
Una delle ultime serie; ripropone alcuni modelli della serie RJ. Commercializzata sia come Polistil che come Polistil/Tonka.
- RN1 Ferrari T4 F1 (RJ63)
- RN2 Ligier JS11 F1 (RJ64)
- RN3 Alfa-Brabham BT48 F1 (RJ66)
- RN4 Tyrrell 009 Candy F1
- RN5 Renault RS11 F1 (RJ68)
- RN6 Alfa Romeo 179 F1 (RJ69)
- RN7 Lotus Martini MOC F1 (1982)
- RN8 Ferrari 308 GTS
- RN9 Renault 5 Turbo
- RN10 BMW M1 Rally
- RN11 Ford Escort Rally
- RN12 Volkswagen Golf Turbo
- RN13 Porsche 928 Turbo
- RN14 Lancia Beta Montecarlo

- RN15 Lamborghini Countach Rally
- RN16 Fiat Ritmo Rally
- RN17 Toyota Celica Rally
- RN18 Fiat Panda
- RN19 Lotus 80 F1 (RJ65)
- RN20 Williams F1
- RN21 Tyrrell 011 F1
- RN22 Williams FW08C F1
- RN23 Renault RE40 F1
- RN24 Ferrari 126C3 F1
- RN25 McLaren MP4/1C F1
- RN26 Brabham BT52 F1
- RN27 Ferrari 312 T4 F1 (RJ63)
- RN28 Osella F1

- RN29 Brabham Alfa BT48 F1 (RJ66)
- RN30 Lotus 79 F1
- RN31 Renault Turbo F1
- RN32 Alfa Romeo 179 F1(RJ69 con colori diversi)
- RN33 Lotus 80 F1 (RJ65)
- RN34 Williams FW09C F1 (1984)
- RN105 set con RN21, RN22, RN23, RN24, RN25, RN26
- RN07201 Tyrrell 011 F1
- RN07202 Williams FW08C F1 (1983)
- RN07203 Renault RE40 F1
- RN07204 Ferrari 126 C3 F1 (1983)
- RN07205 McLaren MP4/1C F1
- RN07206 Brabham BT52 F1

### Polistil/Tonka Serie TG (Scala 1:16)
Anche questa è una delle ultime serie prodotte a partire circa dal 1980. Venduta forse dopo l'acquisizione di Polistil da parte di Tonka.
- TG2 (01100) Morgan Plus 8
- TG4 (01101) Alfa Romeo 1750 6c (1930)
- TG6 (01102) BMW 328 cabrio (1937-39)
- TG7 (01103) Alfa Romeo 1750 6c Millemiglia 1930 Tazio Nuvolari
- TG9 (01104) Mercedes-Benz RW196 (1954-55)
- TG11 (01105) Morgan Plus 8 con capote e ruota di scorta
- TG (01106) BMW 328 sport
- TG13 (01107) Balilla Coppa d'Oro 508 S
- TG14 (01108) Balilla (sport) Spider

- TG19 (01200) Ferrari 500 F2 (1952-53), #5 Alberto Ascari
- TG20 (01301) Maserati F1 250F (1957 campione del mondo J-M.Fangio)
- TG21 (01302) Ferrari 250 GT California
- TG (01109) Ferrari GTO (1984)
- TG Ferrari F40 (1987-92)
- TG Lamborghini Diablo (1:18)
- TG Lamborghini Countach (1:18)
- TG Lamborghini Miura (1:18)

- TG Porsche 911 Turbo Coupé
- TG Porsche 911 Turbo Cabriolet
- TG Porsche 959
- TG (01300) Jaguar E-Type o XK-E (1961-74)
- TG Mga Twin Cam

### Polistil Serie GF (Scala 1:16)
Serie commercializzata nel 1983.
- GF1 Ferrari F1 312 B3 N°12 N.Lauda (1975)
- GF2 McLaren F1 M 23 N°1 Marlboro Fittipaldi
- GF3 Ferrari F1 312 B3 N°11 Regazzoni Goodyear (1973)

## Modellini di motociclette

### Polistil serie MS (Scala 1:15)
Alcuni modelli sono stati venduti anche con numerazione MS1xx al posto di MS6xx.
- MS600 Honda 750 cc.
- MS601 Harley Davidson 1200 cc Electra Glide
- MS602 Moto Guzzi V7 Special (1969-72)
- MS603 Kawasaki 750 cc
- MS604 Suzuki GT 750 cc
- MS605 BMW R75/5
- MS606 Moto Guzzi V7 Carabinieri
- MS607 Suzuki Daytona
- MS608 Moto Guzzi V7 Polizia stradale
- MS609 BMW R75/5 Polizei
- MS610 BMW R75 Africa Korps
- MS611 Norton Commando 750 cc
- MS612 Norton Commando 850 Police
- MS613 Honda 950 SS Bol d'or
- MS615 Honda GL 1000 Gold Wing
- MS616 Harley Davidson 1200 cc. State Police
- MS617 Suzuki 400 Regolarità Cross
- MS618 KTM 400 Cross
- MS619 BMW R75 Elephant
- MS621 KTM 400 Regolarità Cross

- MS623 BMW R75/5 UK Police
- MS624 Suzuki Daytona (Olio Fiat)
- MS625 Suzuki Daytona (Fabergè)
- MS626 Suzuki Daytona (Texaco)
- MS632 Honda Japauto 900 cc
- MS637 BMW R75
- MS638 Honda GL 1000 Gold Wing Grandi Viaggi
- MS639 Harley Davidson Cafè Racer XLCR
- MS640 Harley Davidson Sportster 1000
- MS641 Harley Davidson FXS 80 Low Rider
- MS642 Harley Davidson Electra Glide 1200 Gespann
- MS643 Yamaha 500 Cross
- MS644 Montesa 414 Cross
- MS645 Honda 500 RCM Cross
- MS646 Kawasaki KX 420 Cross
- MS647 Maico MC 490 Cross
- MS648 Suzuki 465 Cross
- MS649 KTM 495 Cross
- MS650 Husqvarna 430 Cross

- MS651 Honda 500
- MS652 Suzuki 500
- MS653 Kawasaki 500
- MS654 Yamaha 500
- MS655 Honda CX 500 Turbo
- MS656 Yamaha XJ 650 Turbo
- MS657 Suzuki Turbo
- MS658 Villa Cross
- MS659 SWM Cross
- MS660 Puch Cross
- MS661 Gilera Cross
- MS662 Cagiva Ala Rossa Enduro
- MS663 Yamaha Tenerè
- MS664 Honda Paris Dakar Enduro
- MS665 Kawasaki KLR 600
- MS666 Cagiva Enduro
- MS667 Tenére Enduro
- MS668 Honda MTX
- MS669 Kawasaki Enduro

### Polistil serie GM (Scala 1:10)
GM-1 Kawasaki 900 Z1 Super 4
GM-2 Yamaha TX750 (1973-74)
GM-3 Honda GL 1000 Gold Wing

### Polistil serie MC (Scala 1:24)
Questa serie è stata commercializzata anche come serie MTxx. Per esempio la MC-410 è anche MT-10.
- MC 410 Harley Davidson Baja (1970-74)
- MC 411 Honda 100 SL Cross
- MC 412 Husqvarna 250 Cross
- MC 413 Yamaha Cross

- MC 414 Suzuki RH 70 Cross
- MC 415 CZ 250 Cross
- MC 416 AYS 370 Cross
- MC 417 Montesa 250 Cross

- MC 418 Kawasaki Cross
- MC 419 BSA Victor MX 500 Cross
- MC 420 Maico 250 Cross
- MC 421 Eurocross 125

### Polistil serie GT (scala 1:24)
- GT 650 Moto Guzzi V7 Sport 750 cc
- GT 651 Suzuki 750 cc
- GT 652 Norton Commando 750
- GT 653 Ducati 750 SS
- GT 654 Kawasaki 750 cc
- GT 655 MV Augusta 750 cc
- GT 656 Honda 750 Four

- GT 657 Kawasaki 900
- GT 658 Triumph Trident 750 cc
- GT 659 Benelli 500 cc
- GT 660 Yamaha 750 cc Bicilindrica
- GT 663 Honda CB750 w/Sidecar
- GT 664 Triumph Trident 750 cc Police

- GT 11101 Yamaha 500 Cross
- GT 11102 Montesa 414 Cross
- GT 11103 Honda 500 RCM Cross
- GT 11104 Kawasaki KX 420 Cross
- GT 11105 Maico MC 490 Cross
- GT 11106 Suzuki RM 465 Cross

### Altri Modelli
- MT1 MV Agusta GP Giacomo Agostini Modello commemorativo per la vittoria del decimo campionato del mondo - Scala 1:24
- BMW K100 (Polistil/Tonka) - Scala 1:15
- BMW K1 (Polistil/Tonka) - Scala 1:15

## Modellini militari

### Politoys serie AZ Aerei (scala 1:200)
Serie degli anni 1972 e 1973. I modellini erano venduti a 300 Lire.
- AZ 1 Phantom F4K
- AZ 2 F104 Starfighter
- AZ 3 Mirage 4A
- AZ 4 Mig 21C

- AZ 5 Thunderchief F105
- AZ 6 Hustler B58
- AZ 7 Hawker Harrier
- AZ 8 Northrop F5A

- AZ 9 Fiat G91YS
- AZ10 Saab 37 Viggen
- AZ11 Skyhawk
- AZ12 Mig 23

### Polistil serie CA Carroarmati (scala 1:50)
Sei carroarmati prodotti verso il 1975.
- CA101 Russian T-62
- CA102 Chieftain Mark III

- CA103 Tigre II Konigstiger
- CA104 Centurion Mark IV

- CA105 Leopard
- CA106 M60A1

## Modellini che riguardano cartoni animati

### Polistil serie W Walt Disney (scala 1:43)
Venduta a partire dal 1971. Comprende solo personaggi di Walt Disney. Si noti che W554, W559 e W600 sono stati riciclati dalla serie M (sul fondino hanno la M e non la W).
- W1 Ezechiele lupo e rimorchio con i tre porcellini
- W2 Herbie il Maggiolino tutto Matto
- W3 L'auto di Nonna Papera
- W5 L'auto di Pippo:
- W6 Ezechiele lupo

- W7 L'aereo di Paperino
- W8 L'auto di Archimede
- W9 Auto della Banda Bassotti
- W10 Il treno di Dumbo

- W14 L'auto di Paperinik
- W554 L'auto di Paperino (sul fondino M554)
- W559 L'auto di Paperone (sul fondino M559)
- W600 L'auto di Topolino (sul fondino M600)

### Polistil serie G
Serie del 1970 con personaggi di cartoni animati. I modelli G1, G2, G4 e G5 sono stati realizzati in collaborazione con Revell inc.
- G1 Maggiolino Volskwagen Go Bug
- G2 Auto Kaputt Buggy
- G3 Auto di Stanlio e Ollio
- G4 Citron Le Cheri Bug
- G5 Bang Buggy

- G6 Isotta Superstar Bruno Bozzetto (include disco 45 giri)
- G8 Sbirulino
- G111 Isidoro & Sonja: Auto Pesce
- G112 Isidoro & Sonja: Auto Bottiglia Latte

- G113 Isidoro & Sonja: Auto Topo
- G114 Isidoro & Sonja: Camper/Roulotte
- G115 Isidoro & Sonja: Auto Sportiva
- G116 Isidoro & Sonja: Auto di legno

### Altri modelli
- Polistil Art 34: Batmobile con Batman e Robin
- Polistil codice 12101: Macchina di Snorky. Venduto nel 1985
- Il ritorno della polistil: https://www.quattroruote.it/news/curiosita/2025/03/05/modellismo_ritorno_polistil_.html[1]